# 普拉托主教座堂
普拉托主教座堂（義大利語：Duomo di Prato）是義大利中部城市普拉托的一座羅馬天主教教堂。也是天主教普拉托教區的主教座堂。教堂獻給聖斯德望—第一位基督教殉教者。普拉托大教堂是普拉托市內最古老的教堂之一，在10世紀時就已經存在。建築為羅馬式風格，並且擁有眾多珍貴的藝術品。
位于主小堂（ Cappella Maggiore ）的湿壁画组画《圣斯德望和若翰洗者的生平事迹》，是文艺复兴时期画家菲利波·利皮的作品，绘制于 1452-1465 年。

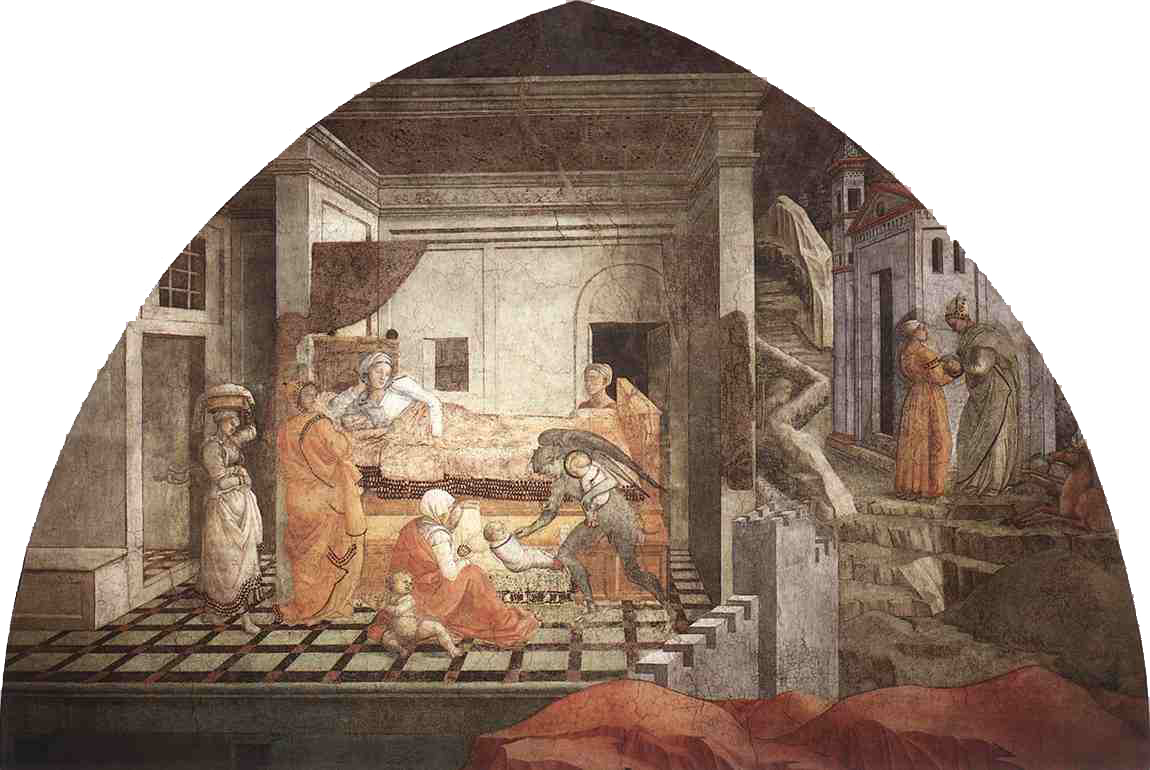
斯德望诞生
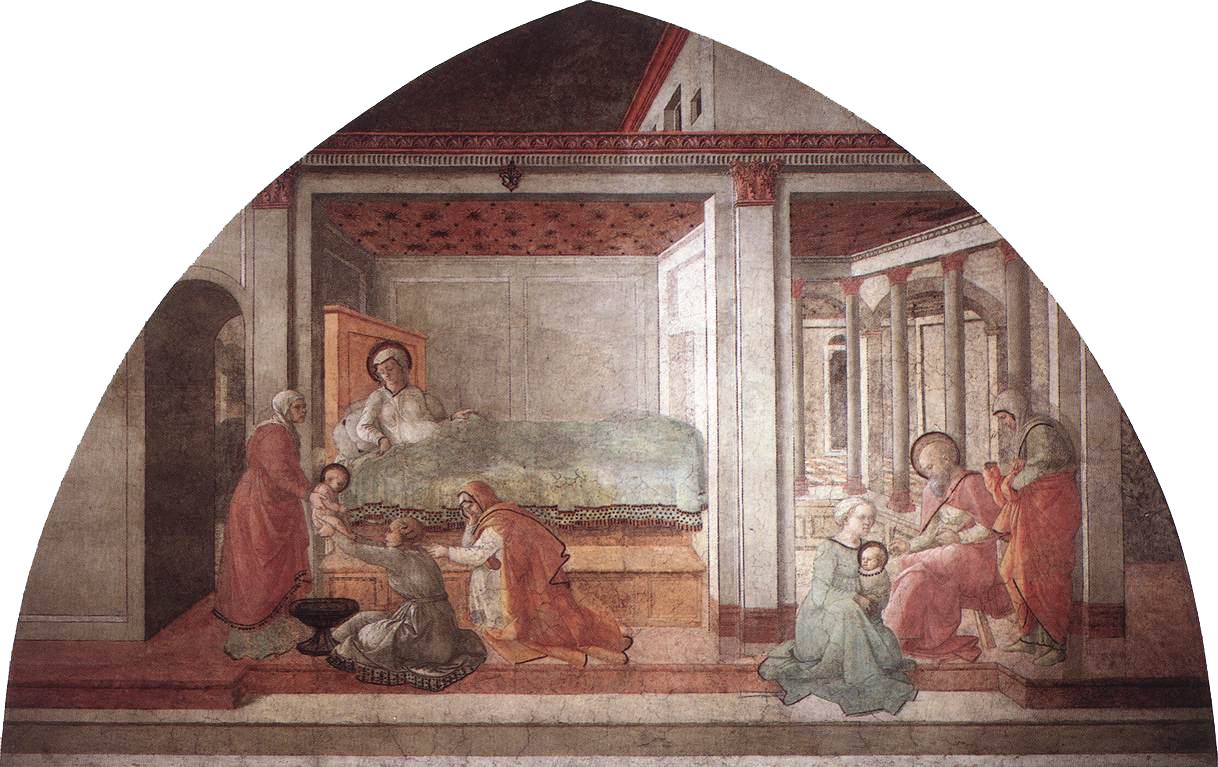
若翰洗者的诞生
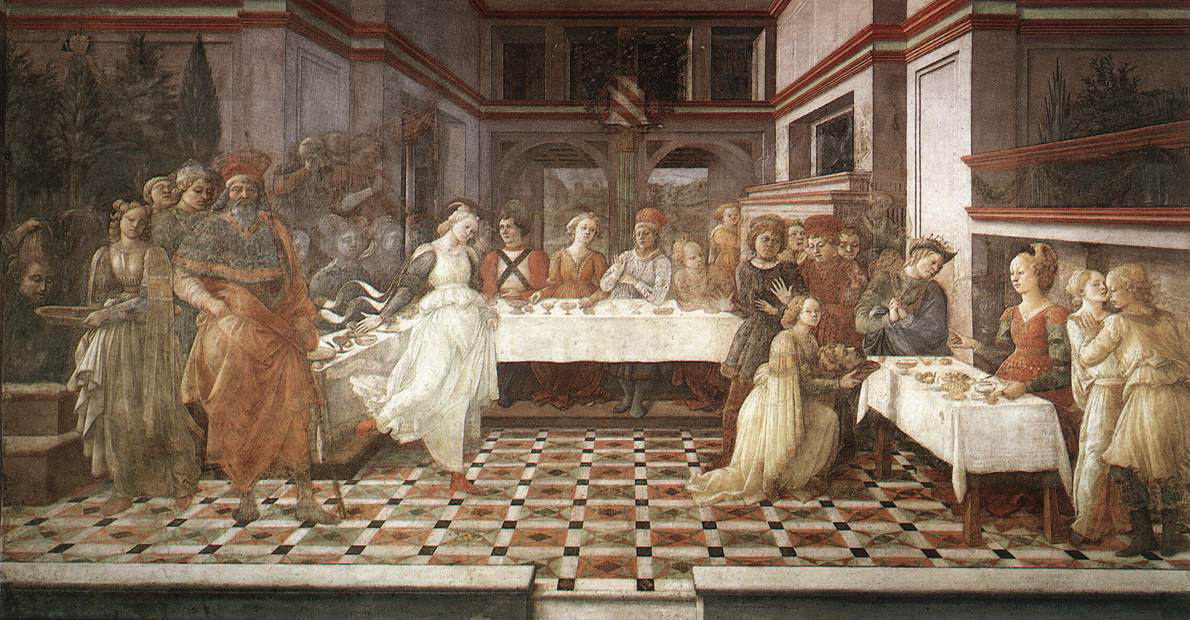
希律的节日
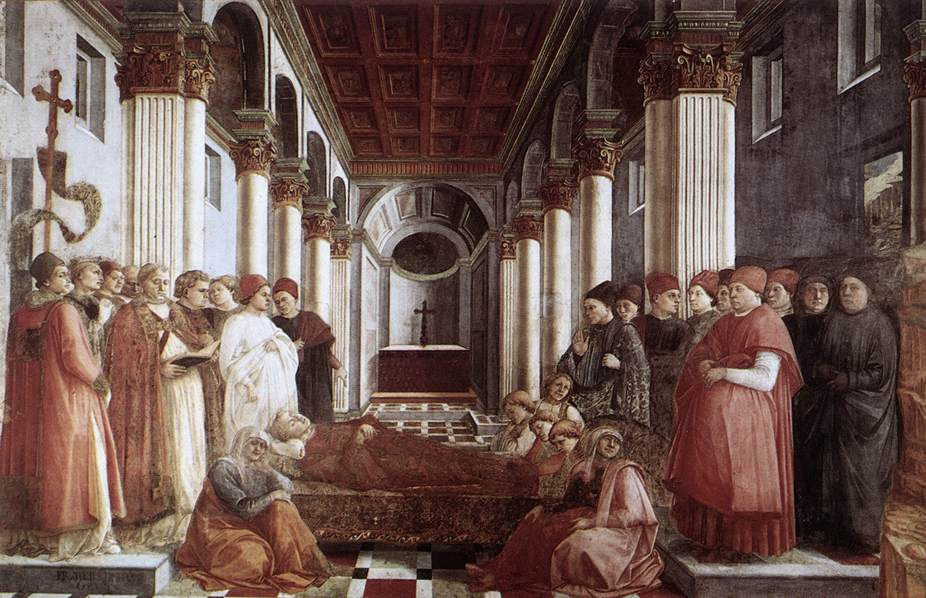
斯德望的葬礼